# 国际社会主义者 (瑞典)
国际社会主义者（瑞典语：Internationella Socialister）是瑞典的一个已不存在的托洛茨基主义组织。该组织成立于2002年，由2名迁居瑞典的英国社会主义工人党成员创建。该组织出版报纸《反资本主义者》。该组织是国际社会主义倾向的成员。